# 錒系化學

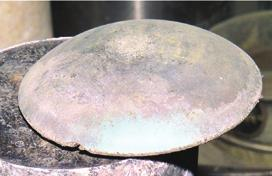
鈽是在原子能領域中非常重要的一個錒系元素

錒系化學（Actinide chemistry）是核化学的一個主要分支領域，研究錒系元素的化學反應以及其分子系統。錒系元素共包含15個放射性金屬元素，分別是原子序89的錒至103的鐒。錒系元素的名稱得名自此列元素之首錒（Ac），而錒系元素常會用非正式的化學符號An來表示。錒系元素中除了d區的鐒外都是f區元素，最高能量的電子是在5f電子層。與同在f區的鑭系元素相比，錒系元素的價態變化較多，化學性質也較為多變，不像鑭系元素清一色都以+3為最穩定氧化態。